# 皮乌米
皮乌米是巴西米纳斯吉拉斯州的一个市镇。总面积902.348平方公里，总人口31625人，人口密度35人/平方公里。